# Застоле
Застоле (на хърватски: Zastolje) е село в Хърватия, разположено в община Конавле, Дубровнишко-неретванска жупания. Намира се на 141 метра надморска височина. Населението му според преброяването през 2011 г. е 150 души. При преброяването на населението през 1991 г. има 142 жители, от тях 140 (98,59 %) хървати и 2 (1,40 %) мюсюлмани.

## Население
Численост на населението според преброяванията през годините:
- 1857 – 256 души
- 1869 – 245 души
- 1880 – 244 души
- 1890 – 250 души
- 1900 – 264 души
- 1910 – 262 души
- 1921 – 207 души
- 1931 – 201 души
- 1948 – 208 души
- 1953 – 208 души
- 1961 – 194 души
- 1971 – 175 души
- 1981 – 167 души
- 1991 – 142 души
- 2001 – 143 души
- 2011 – 150 души